# Ixodia
Ixodia é um pequeno gênero de pássaros canoros da família bulbul, Pycnonotidae.

## Espécies
Possui três espécies: 
- Bulbul-de-olhos-ardentes (Ixodia erythropthalmos)
- Bulbul-de-ventre-cinza (Ixodia cyaniventris)
- Bulbul-de-peito-escamoso (Ixodia squamata)